# Heterachthes dimidiatus
Heterachthes dimidiatus är en skalbaggsart som först beskrevs av Thomson 1865.  Heterachthes dimidiatus ingår i släktet Heterachthes och familjen långhorningar.
Artens utbredningsområde är Paraguay. Inga underarter finns listade i Catalogue of Life.